# Slot Charlottenburg
Slot Charlottenburg (Duits: Schloss Charlottenburg) is het grootste paleis in Berlijn en gelegen in het gelijknamige stadsdeel. Het stamt uit de tijd van de Pruisische vorsten en werd gebouwd tussen 1695 en 1699 door Johann Arnold Nering in opdracht van Sophie Charlotte (dochter van Ernst August van Brunswijk-Lüneburg), en de echtgenote van keurvorst Frederik III, die zich later liet kronen tot koning Frederik I in Pruisen.
Al in 1701 werd het slot, dat eigenlijk bestemd was als zomerhuis voor Sophie Charlotte, uitgebreid door Eosander von Göthe. Het slot, dat eerst Lietzenburg heette, werd na de dood van Sophie Charlotte (1705) te harer ere omgedoopt tot Charlottenburg. Van 1707 tot 1712 werd het verder uitgebouwd met de Oranjerie en de kenmerkende koepel. Tussen 1740 en 1747, toen Frederik de Grote er woonde, werd de nieuwe oostelijke vleugel gebouwd door Georg Wenzeslaus von Knobelsdorff. Echter in 1747 verhuisde Frederik naar het slot Sanssouci in Potsdam.
In de Tweede Wereldoorlog werd het slot vrijwel geheel vernietigd, waardoor er maar weinig originele meubels in het slot over zijn. Ook het porselein en het Delfts blauw in de porseleinkamer moest grotendeels worden vervangen.
Het grote park, dat tot het slot behoort, is opgebouwd aan de hand van de tekeningen uit de begintijd van het slot naar het voorbeeld van Versailles. De tuin is naar de mode van die tijd ook eens een Engelse tuin geweest.
Van 2004 tot 2006 (gedurende de verbouwing van Slot Bellevue) werd het slot door de Bondspresident van Duitsland voor representatieve doeleinden gebruikt. Er was een werkkamer voor de Bondspresident en er werden ontvangsten gehouden. In 2004 werd de Britse koningin in dit slot ontvangen.

## Galerij

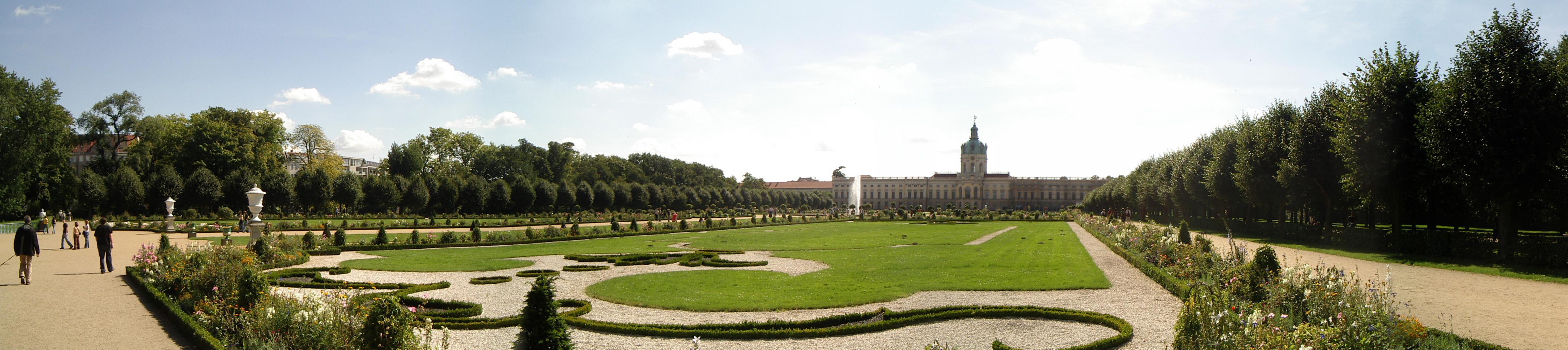
Panorama van de tuinen rond het slot
Voorkant Slot Charlottenburg bij nacht
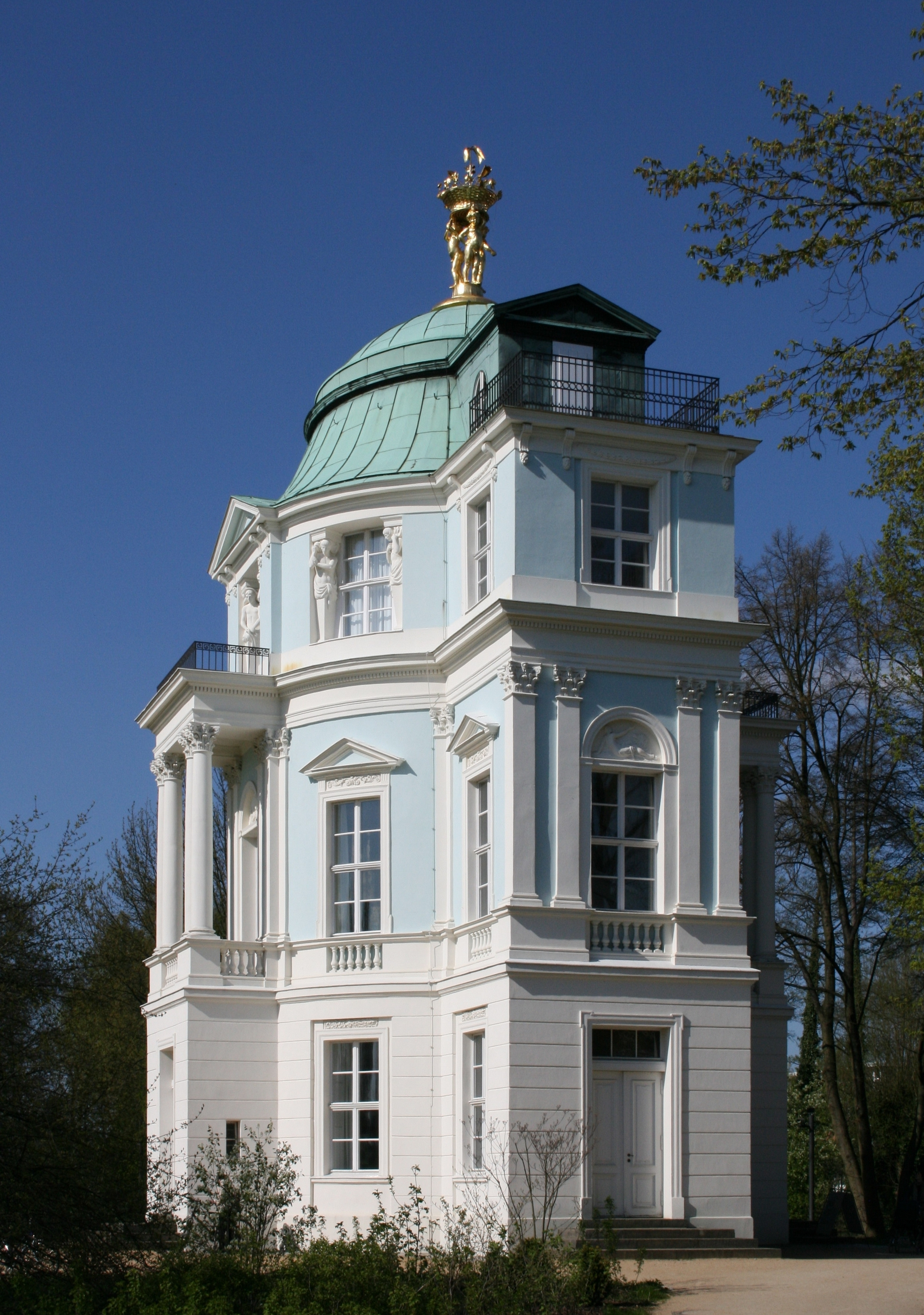
Theehuis Belvedere
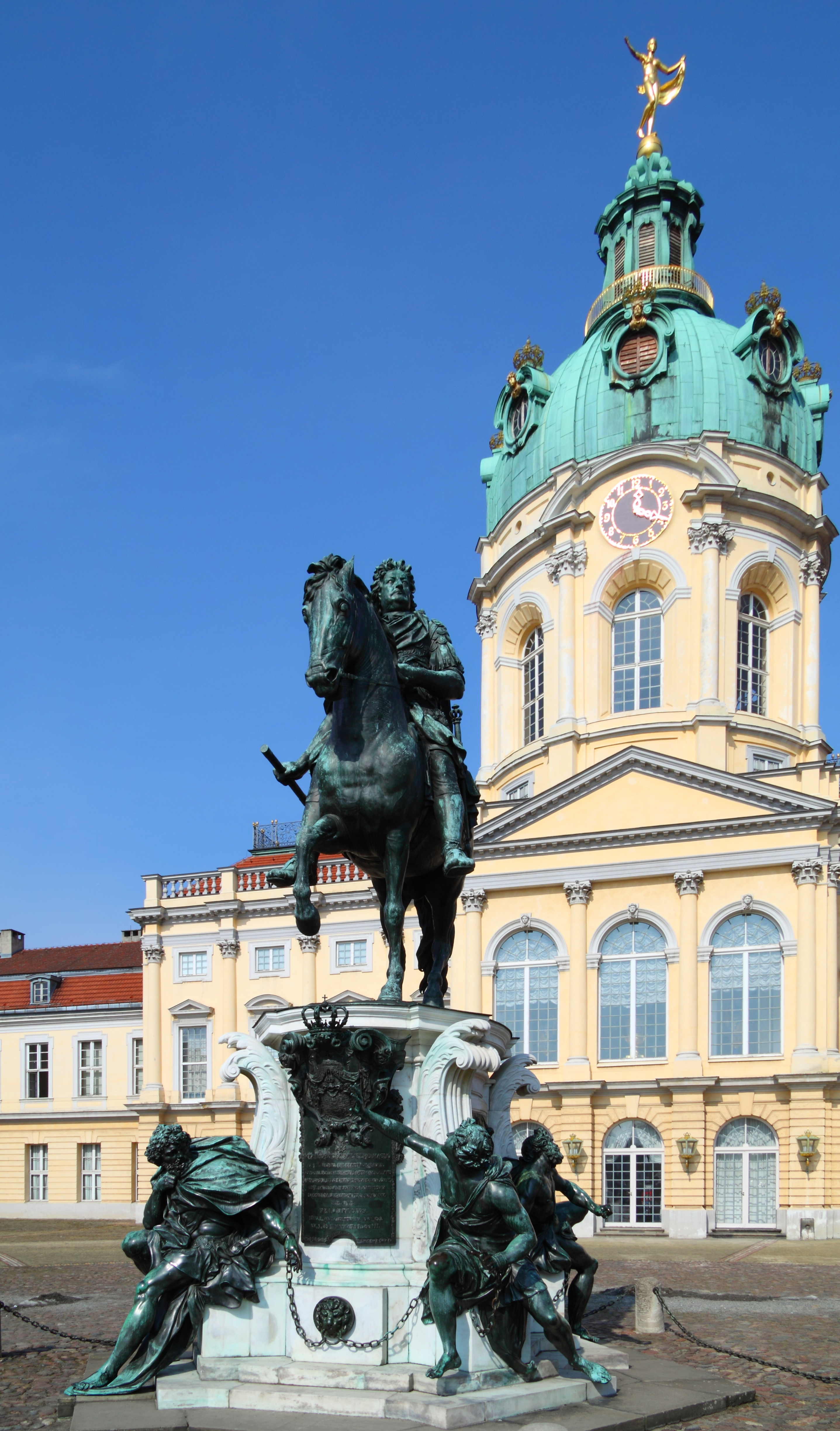
Standbeeld ter ere van Frederik Willem I
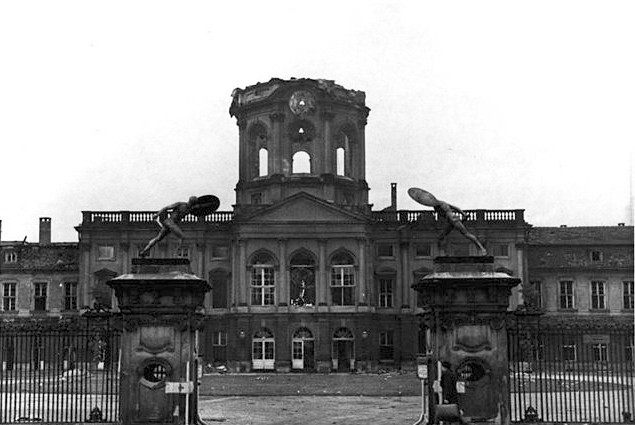
Slot Charlottenburg na de luchtaanval op 22 november 1943
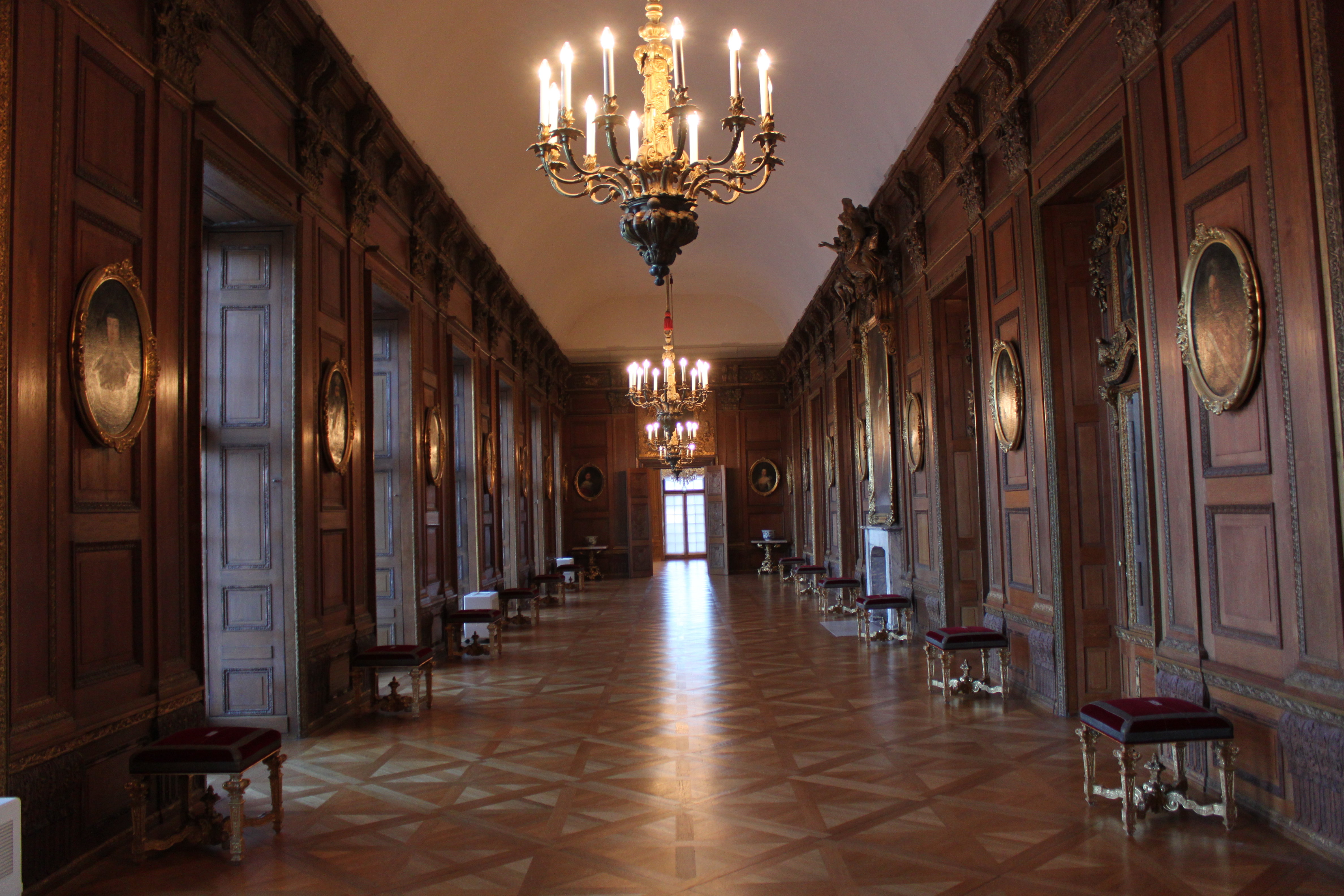
Oude eikenhouten galerij
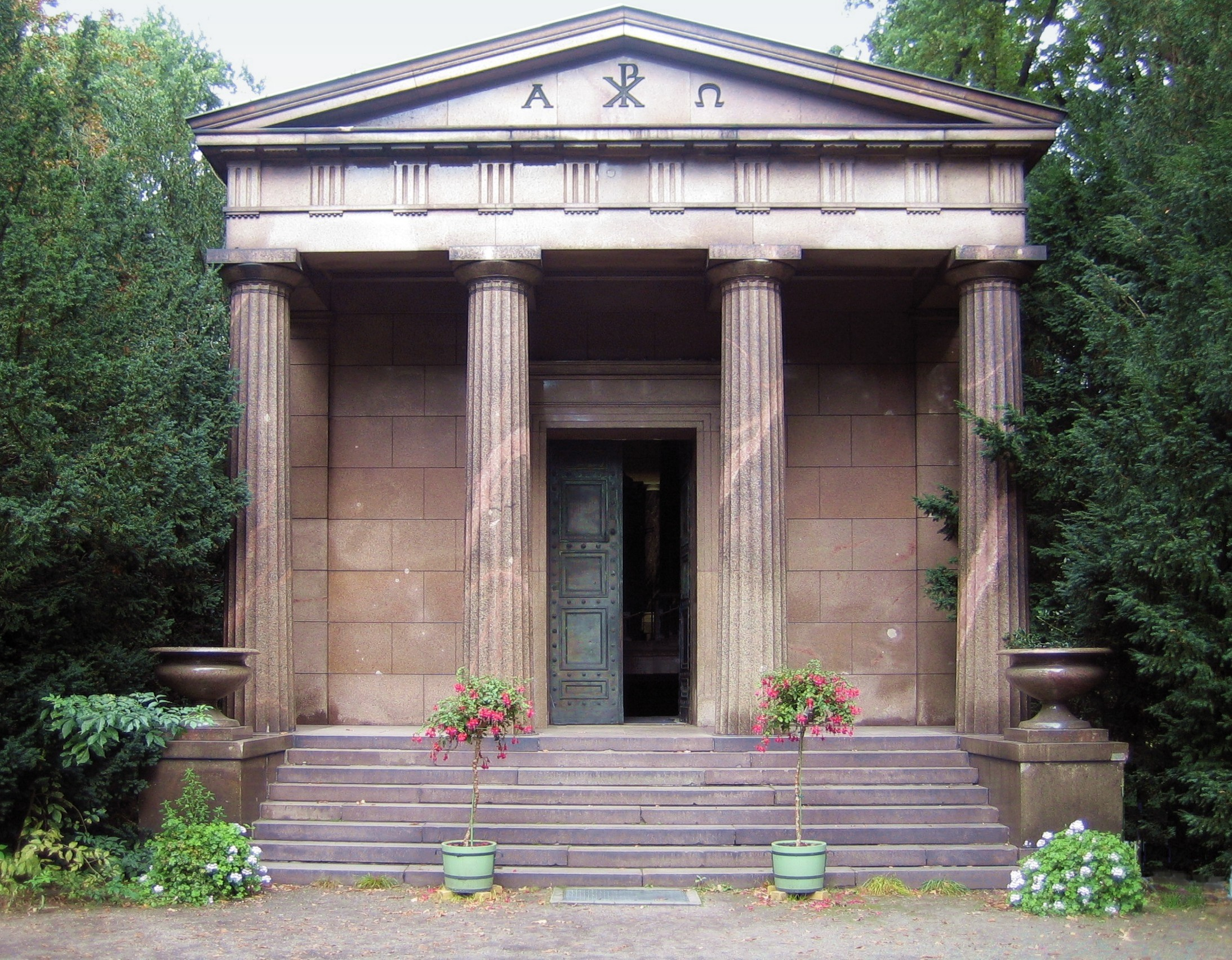
Mausoleum in het Slotpark Charlottenburg